# Plan der Erlösung

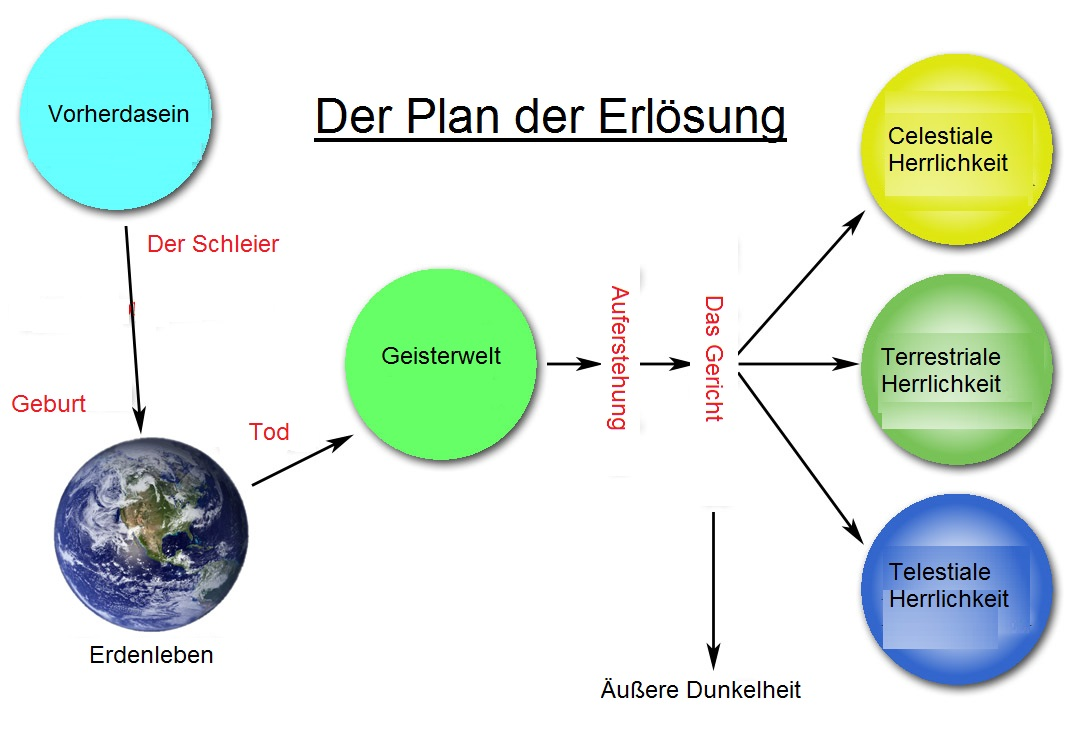
Der Plan der Erlösung wie er von der Kirche Jesu Christi der Heiligen der Letzten Tage gelehrt wird.

Der Plan der Erlösung (auch Plan des Glücks genannt) ist eine wichtige Lehre der Kirche Jesu Christi der Heiligen der Letzten Tage. Er besagt, dass die Menschen von Gott geschaffen wurden, um erlöst und verherrlicht zu werden. Die Elemente dieses Plans kommen von verschiedenen Quellen; darunter sind die Bibel, das Buch Mormon, Lehre und Bündnisse, die Köstliche Perle und Zitate von verschiedenen Kirchenführern der HLT-Kirche.

## Der Plan
In den 1840er Jahren verkündete Joseph Smith, dass der menschliche Geist mit Gott existierte, vor der Erschaffung der Erde. Deshalb glauben Mormonen an eine vorirdische Existenz, in der Menschen wirklich Geistkinder Gottes sind. Die Mormonen verweisen oft auf (Jer 1,5 ) als ein Beweis für die Unterstützung einer vorirdischen Existenz in der Bibel. Diese Lehre basiert aber auf Offenbarungen von Joseph Smith und anderen frühen Kirchenführern.
Während dieser vorirdischen Existenz präsentierte Gott folgenden Plan für seine Kinder:
Die Menschen werden auf der Erde geboren. Dort bekommen sie einen physischen Körper, der notwendig ist, für die Verherrlichung und für vollkommenes Glück. Auf der Erde wird ihr Glaube auf die Probe gestellt und sie sind sterblich. Ein "Schleier" wurde aufgestellt, um die Menschheit von dem Wissen ihres göttlichen Ursprungs zu entfernen und um die Willensfreiheit zuzulassen. Die Mormonen glauben, dass nur Menschen, die ein gutes Leben geführt haben, die alle Ordinationen der Erlösung erhalten haben und die von ihren Sünden umgekehrt sind, zu Gott zurückkehren. Aber jede Erfahrung in der sterblichen Welt ist einzigartig, und jeder wird gerichtet werden nach den Möglichkeiten, den Segnungen und dem Wissen, das jemand auf der Erde gehabt hat.
Integral zu diesem Plan ist die Gewissensfreiheit, die nach dem Willen Gottes ein uneingeschränktes Recht für seine Kinder ist. Alle Entscheidungen haben Einfluss in der jetzigen Welt und in der Nachwelt. Deshalb gibt es einen Retter, der zur Umkehr aufruft und der für die Menschheit das Sühneopfer gebracht hat. Er stieg auch auf von den Toten und machte so die Auferstehung aller von den Toten möglich. Der Heilige Geist wurde gesendet, um Rechtschaffenheit zu ermutigen, aber er greift nie in die Gewissensfreiheit ein.
Die Heiligen der Letzten Tage glauben, dass dieser Plan nicht zufällig geschaffen wurde, sondern dass er von Gott so gewollt sei. Sie glauben, dieser Plan basiere auf ewigen Wahrheiten und mache die Erlösung von möglichst vielen Kindern Gottes möglich. Gott liebt alle Menschen ohne Voraussetzungen und will, dass sie voranschreiten.

### Konsequenzen
Der Plan habe zum Höllensturz geführt und ist der Grund, warum die Mormonen die Totentaufe eingeführt haben.